# Языковое тестирование
Оценка уровня владения языком или языковое тестирование — один из разделов прикладной лингвистики, занимающийся определением уровня владения родным, либо иностранным языком в учебных заведениях, при приёме на работу, при получении гражданства и т. д. Тестирование может включать в себя такие разделы как умение понимать текст, воспринимать устную речь, навыки разговора и написания текстов, а также знание культурных элементов. Некоторые тестирования больше концентрируются на теоретических знаниях языка (пассивное владение), некоторые — именно на владении языков (активное).

## Организации
Оценкой уровня владения занимаются как работодатели, учебные заведения, так и специальные организации, такие как TOEFL, IELTS.